# Marseilles (Illinois)
Marseilles è un comune degli Stati Uniti d'America, situato in Illinois, nella Contea di LaSalle.